# Жаренье
Жа́ренье (также жа́рка, жарение) — способ тепловой обработки пищевых продуктов в соприкосновении с жиром или вообще без жира при температурах, вызывающих образование корочки (реакция Майяра). Термин «обжаривание» обозначает кратковременное жаренье без доведения до готовности. Пассерование, в отличие от жаренья, проводится при более низких температурах, и корочка не образуется.

## Способы
Выделяются следующие способы жаренья:
- основной — на сковороде или другой «жарочной поверхности» (например, гридле) — с добавлением жира до 10 % к массе продукта при температуре 140—150 °С;
- в жарочном шкафу — продукты в неглубокой смазанной жиром посуде ставят в жарочный шкаф при температуре 150—270 °С. Если это мучное изделие — процесс называется выпеканием. Исторически, блины тоже пекли в печи, сегодня их жарят[5] (но выражение «печь блины» сохранилось);
- в большом количестве жира (во фритюре) — продукт полностью погружают в жир, предварительно нагретый до температуры 160—180 °С. Исторически, самый древний способ жаренья на Руси был близок к фритюру: «пряжение» происходило с использованием толстого (1-2 см) слоя масла[6].
- на открытом огне — шашлык, барбекю и т. п. — продукт надевают на металлический стержень — шпажку, шампур, вертел или укладывают на металлическую решётку. Стержень или решётку помещают над раскалёнными углями или электроспиралями в специальных аппаратах (электрогрилях) и жарят, медленно вращая стержень или периодически переворачивая продукт на решётке;
- в инфракрасных лучах (ИК-нагрев) — жаренье в гриле происходит без дымообразования за счёт воздействия на продукт инфракрасных излучений электронагревательных элементов.